# 独立門

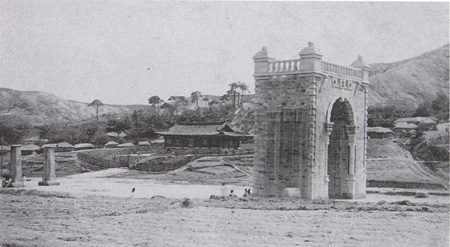
1897年当時の独立門。左手に柱を残して撤去された迎恩門。中央に慕華館を改名した独立館

独立門（どくりつもん、朝: 독립문）は、大韓民国ソウル特別市西大門区峴底洞（ヒョンジョドン）101番地の西大門独立公園内にある門。日清戦争後の下関条約で李氏朝鮮の清からの独立が認められたことを記念し、独立協会により建立された。
1896年11月21日定礎、1897年11月20日完成。徐載弼の案をもとにロシア人建築家のアファナシー・イバノビッチ・セレディン＝サバチンが設計をし、韓国人建築家の沈宜錫が施工。扁額は李完用の作品である。

## 概要

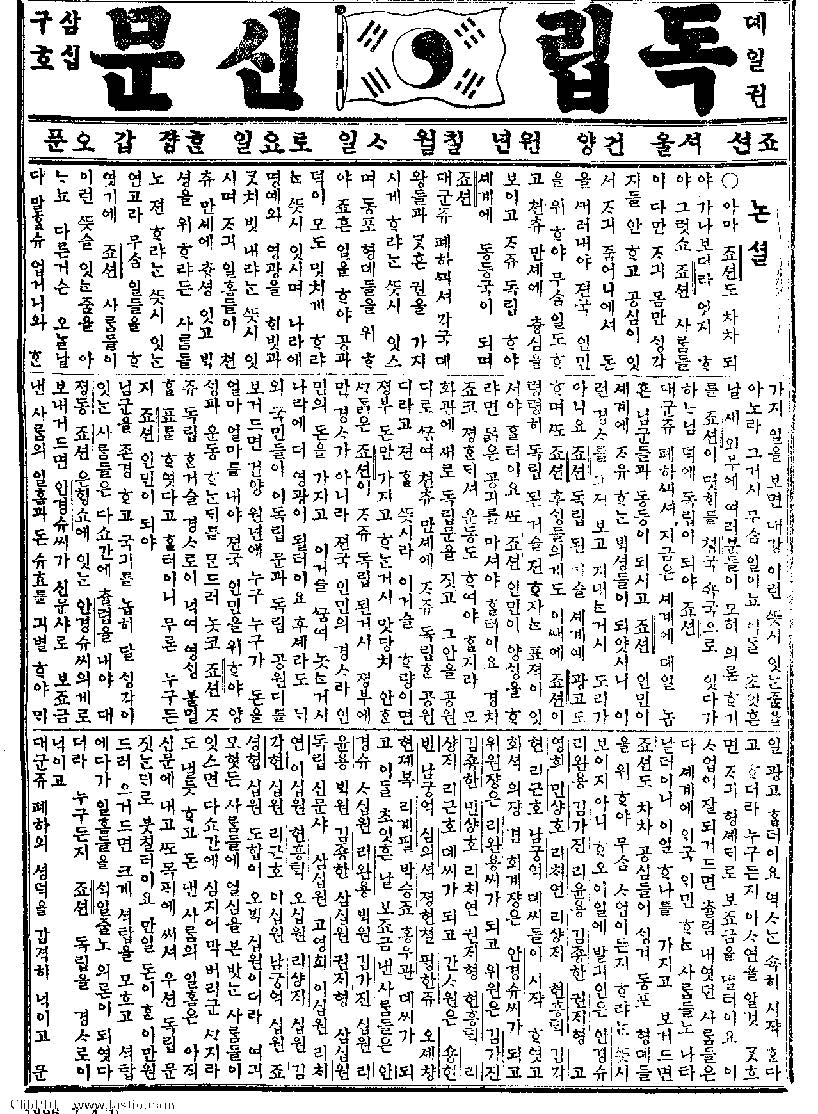
徐載弼が独立門建設の意義を表明した『独立新聞』1896年7月4日の記事

高さ14.28 m、幅11.48 m。約1,850個の御影石からフランス・パリのエトワール凱旋門を模して造られた。史跡第32号（1963年1月21日指定）。1979年、整備事業により本来の位置から北西に70 m移動された。
日清戦争により日本が清に勝利し、下関条約にて清の冊封体制からの李氏朝鮮の独立を認めさせた。これにより、李氏朝鮮は清の支配から解放され、自主独立国家として歩み出すことになり、清への服属を象徴していた迎恩門を壊した。その後登場する独立協会が、迎恩門の跡地のすぐ隣に独立門を建てた。さらに迎恩門に隣接していた慕華館（모화관）は、独立協会の事務所として独立館（독립관）と改名された。独立門は独立協会が中心となった募金活動によって建てられた。
勅命によって独立協会が解散されたのち、独立館は一進会の演説会場となり、聴衆が増えて独立館が手狭となったため、その北側に八角堂が建設された。

## 「何」からの独立への誤解
日本が清に勝利したことで1895年に下関条約が結ばれた。これによって、「清に李氏朝鮮の独立を認めさせた」ことで出来た清からの独立を記念したものである。しかし韓国内では、下関条約で日本によって清から独立させてもらうまで丁丑約条以来に約250年間と長きに渡って李氏朝鮮は清国の属国だったという歴史をきちんと教えておらず、日韓併合や日本統治時代を詳しく扱うことが多く、そこに対する感情がかなり強いものであるため清からの独立門という点への知名度が低い。光復節のように日本からの「独立」記念と混同する人々が後を絶たず、そのために2010年代以降でさえも独立門はいまだに「日本からの独立」を記念する門であると誤解・勘違いしている人が多い。

## 主な出来事
- 2021年6月2日 - 韓国左派かつ大韓民国利敵団体の韓国大学総学生会連合のメンバーが独立門前で日本に抗議する無届けのデモを実施。「独島が日本の領土という東京オリンピックと日本政府を強力に糾弾する」と書かれた旭日旗を燃やした[8]。

## アクセス
- ソウル交通公社3号線 独立門駅下車徒歩5分